# ウェンディ・コープ
ウェンディ・コープ（Wendy Cope、1945年7月21日 - ）は現代イギリスの女性詩人。OBE。
代表作に『キングスリー・エミスのためにココアを』(Making Cocoa for Kingsley Amis) （1986年）など。